# Dictyna civica
Dyctina civica es una araña araneomorfa cribelada de la familia Dictynidae. Mide entre 2,5 y 3 mm. Son de color leonado pálido. Viven en la península ibérica y en el resto del sur de Europa. Es una especie que vive poco tiempo, no sobrepasando los dos años. Estas arañas forman parejas y practican una monogamia estricta.

## Galería de imágenes

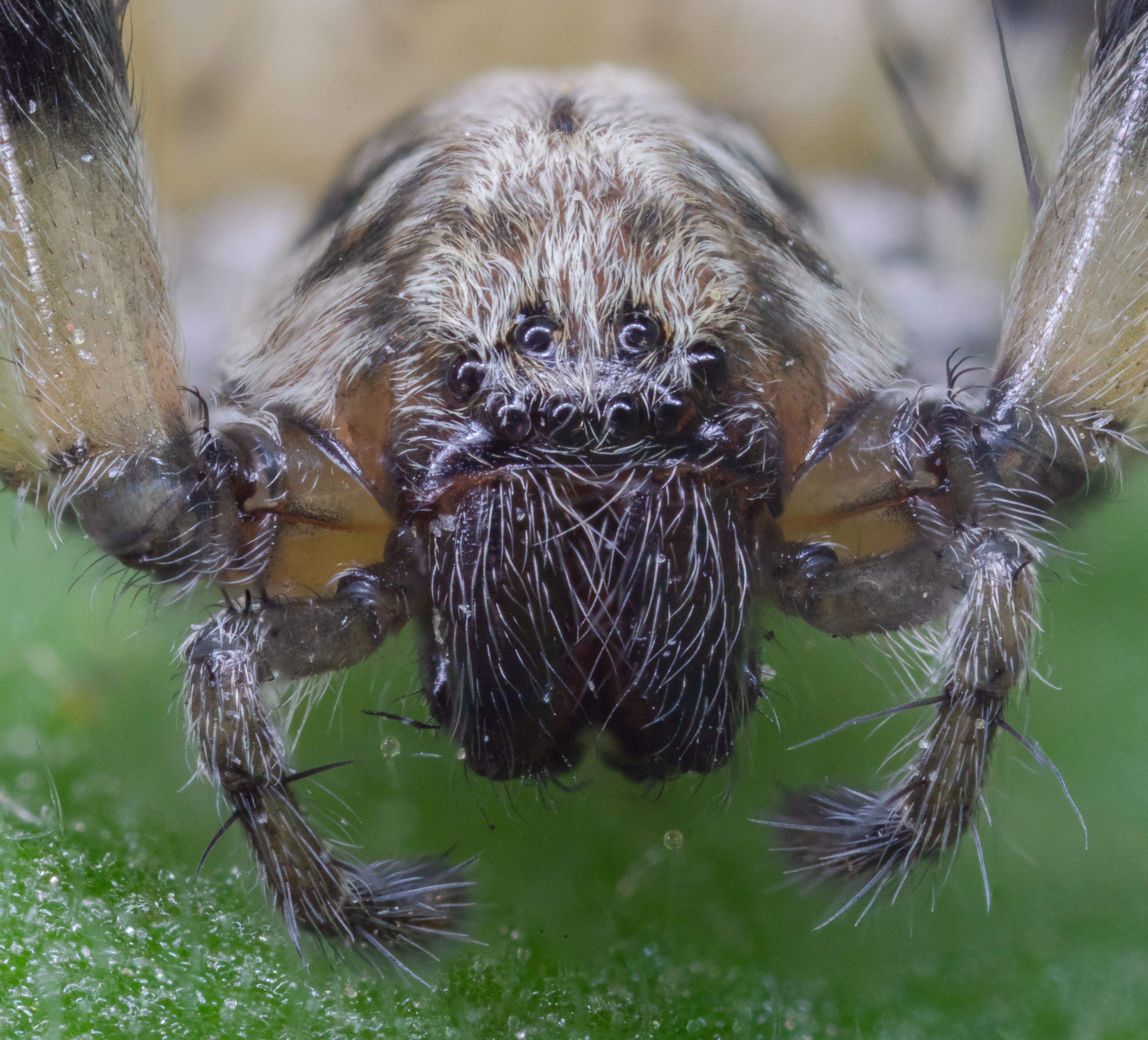
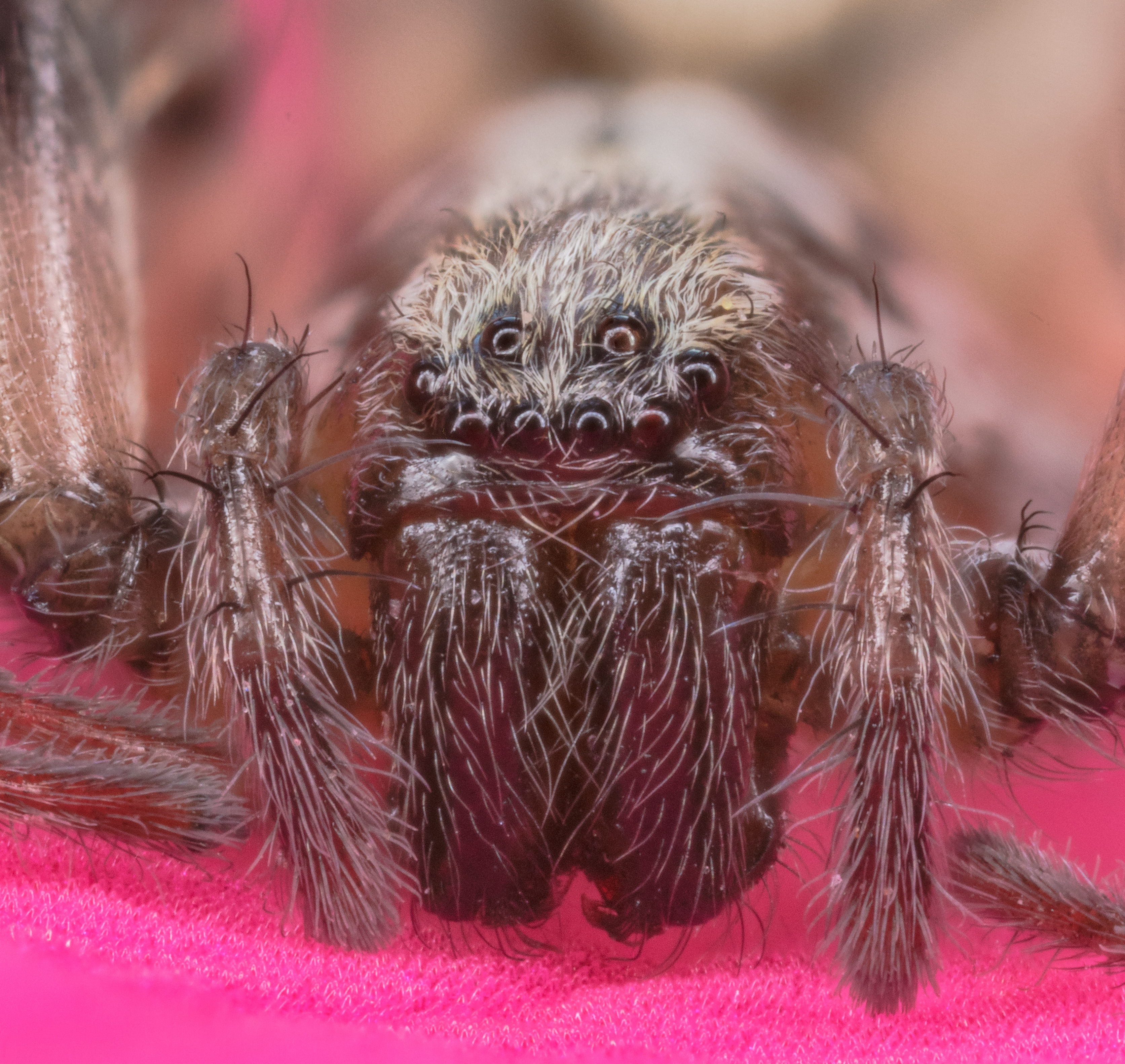
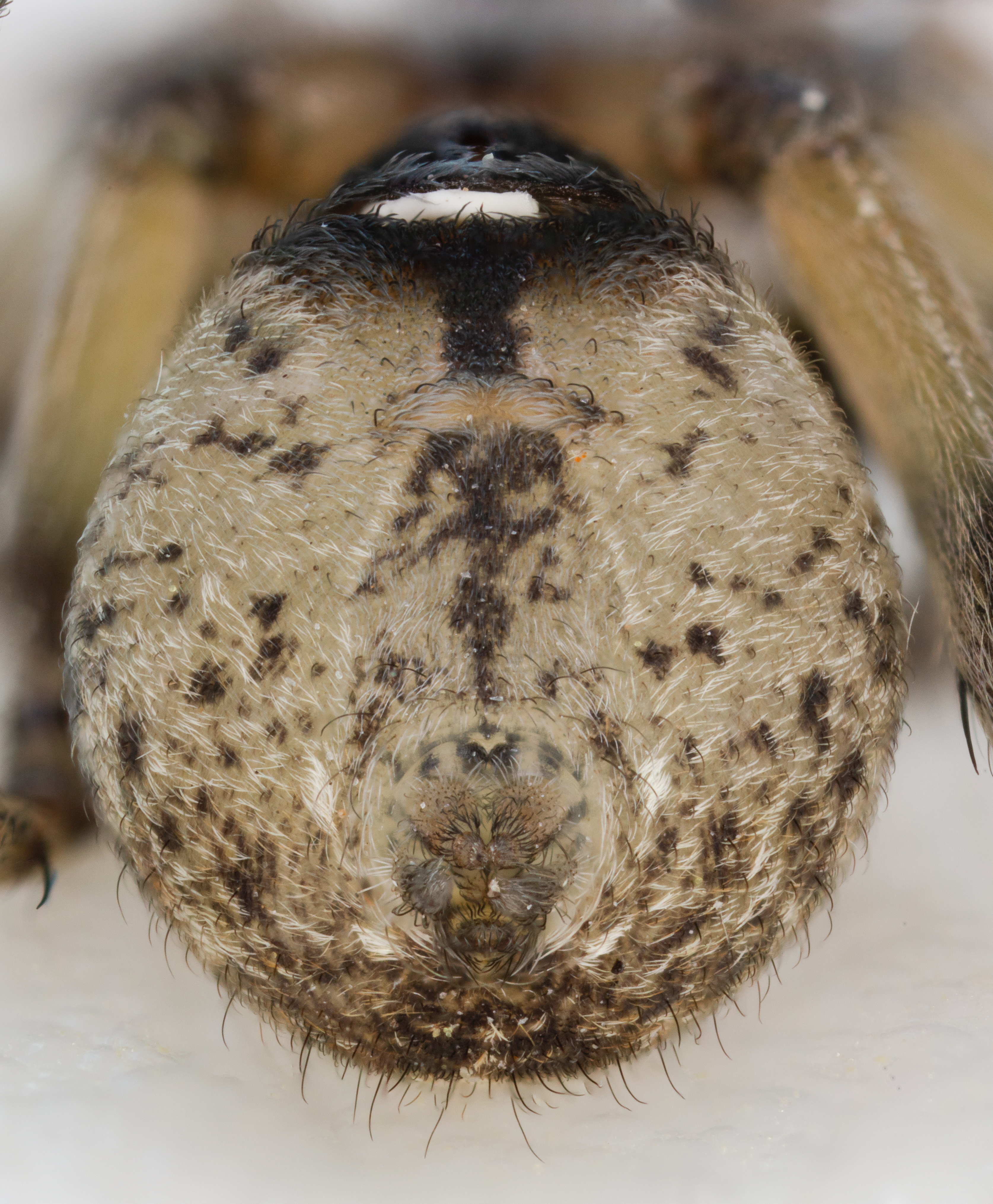